# Vicinale (chimica)
In chimica vicinale (per lo più abbreviato in vic, dal latino vicinus "vicino") significa che due gruppi funzionali (ad es. alogeni come fluoro, cloro o bromo) sono legati a due atomi di carbonio adiacenti. Per esempio, la molecola 2,3-dibromobutano ha due atomi di bromo vicinali mentre il 1,3-dibromobutano no.
Allo stesso modo, in un gem-dibromuro il prefisso gem, un'abbreviazione di geminale, segnala che entrambi gli atomi di bromo sono legati allo stesso atomo. Ad esempio, l'1,1-dibromobutano è geminale.
Come altri concetti quali sin, anti, exo o endo, la descrizione vicinale aiuta a spiegare come le diverse parti di una molecola si collegano tra loro strutturalmente e/o spazialmente. L'aggettivo vicinale è a volte ristretto a quelle molecole con due gruppi funzionali identici. Il termine può essere esteso anche ai sostituenti su anelli aromatici.
|                                                          | Confronto dei vicinali con i geminali e con campioni di sostituzione isolati |          |            |            |
|                                                          | alcani                                                                       | geminali | vicinali   | isolati    |
| metano                                                   |                                                                              |          | non esiste | non esiste |
| etano                                                    |                                                                              |          |            | non esiste |
| propano                                                  |                                                                              |          |            |            |
| Sostituenti marcati in rosso sui dibromalcani prescelti. |                                                                              |          |            |            |

Il concetto di vicinale  è usato anche per la descrizione del benzolo trisostituito e degli eterocicli. L'1,2,3-trimetilbenzolo è ad es. definito come vic-trimetilbenzolo.

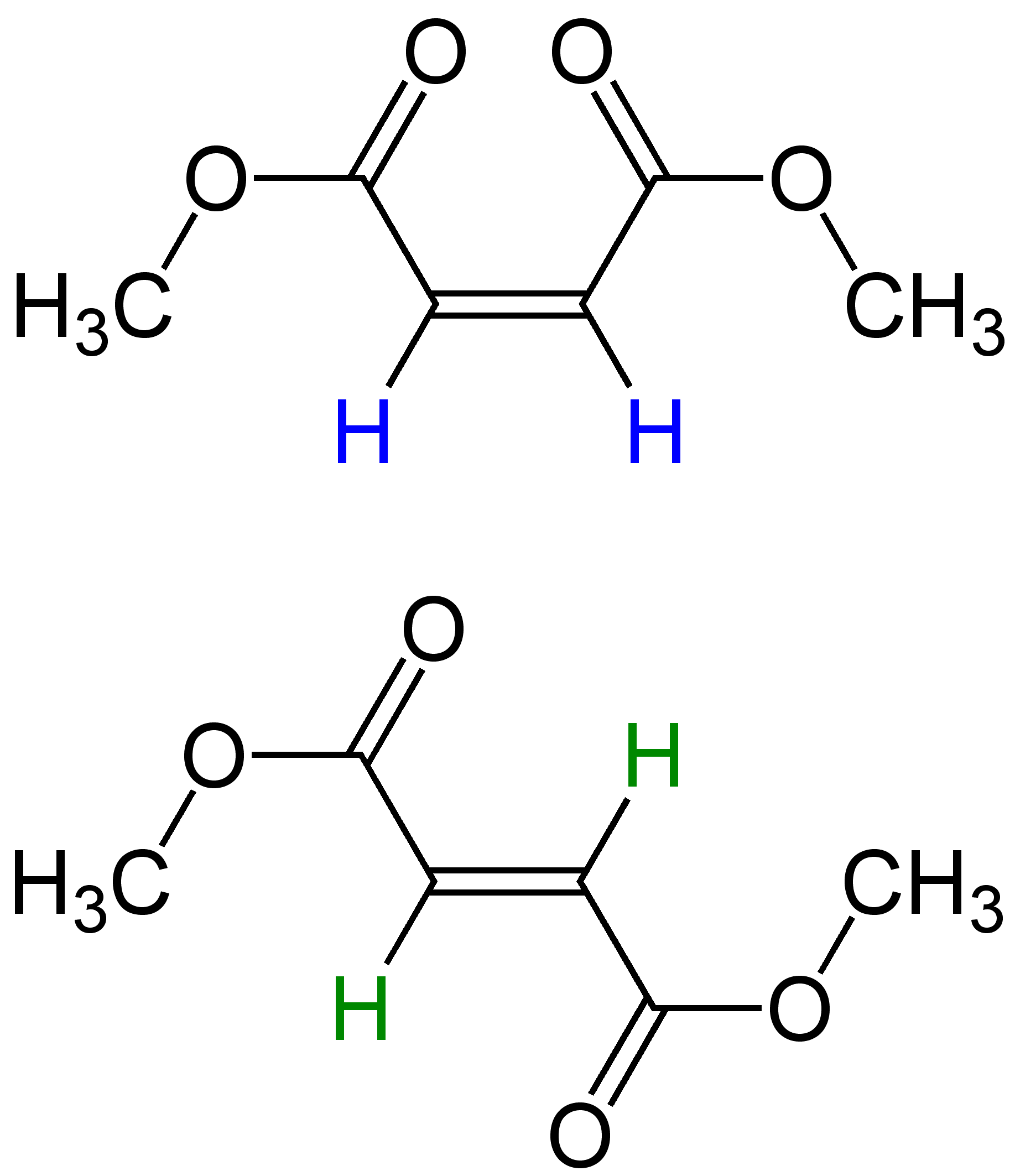
Spettroscopia RMN-H: dimetilmaleato (sopra) con due protoni vicinali in posizione cis marcati in blu su atomi di carbonio adiacenti. Dimetilfumarato (sotto) con due protoni vicinali in posizione trans marcati in verde su atomi di carbonio adiacenti. La costante di accoppiamento vicinale ^{3}J_{cis} è minore di ^{3}J_{trans}.

## Spettroscopia RMN di1H
Nella spettroscopia RMN di 1H l'accoppiamento di due atomi di idrogeno, che si trovano su atomi di carbonio adiacenti, si definisce accoppiamento vicinale. La costante di accoppiamento vicinale si definisce 3J, perché gli atomi di idrogeno si accoppiano tra loro attraverso tre legami. In dipendenza dagli altri sostituenti la costante di accoppiamento vicinale assume valori tra 0 e +20 Hz. La dipendenza della costante di accoppiamento vicinale dall'angolo diedro è descritta dall'equazione di Karplus.